# La serpiente (videojuego)

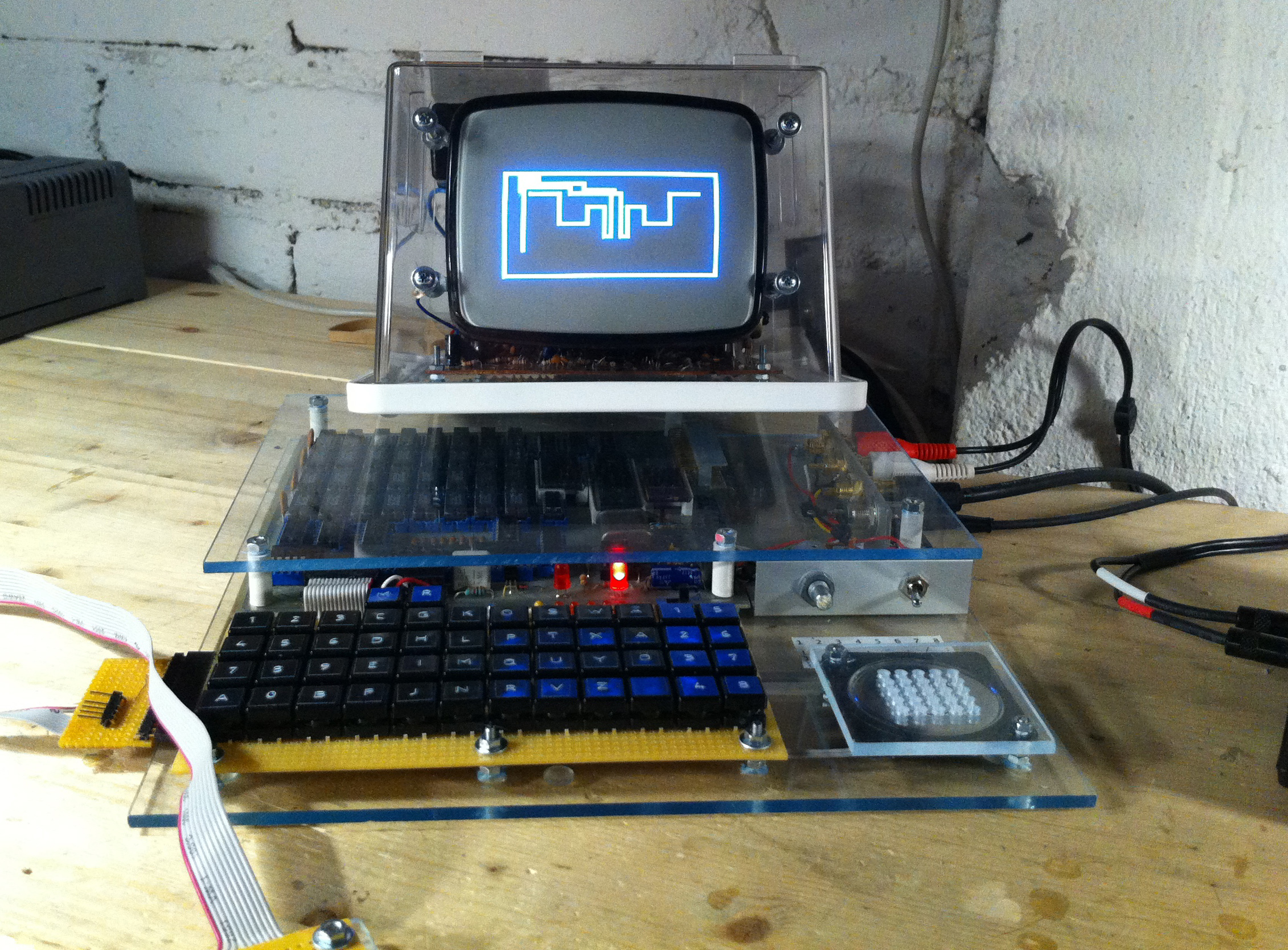
Snake, Telmac 1800, CHIP-8, 1978

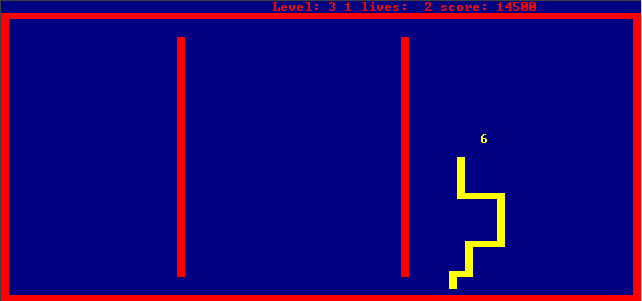
Versión para DOS

El Snake (a veces también llamado La serpiente o La viborita) es un videojuego lanzado a mediados de la década de 1970 que ha mantenido su popularidad desde entonces, convirtiéndose en un clásico. En 1998, el Snake obtuvo una audiencia masiva tras convertirse en un juego estándar pregrabado en los teléfonos Nokia.

## Argumento
En el juego, el jugador o usuario controla a una serpiente, que se desplaza a velocidad constante dentro de un plano delimitado, recogiendo alimentos (o algún otro elemento), tratando de evitar golpearse contra paredes que rodean el área de juego o su propia cola. Cada vez que la serpiente se come un pedazo de comida, la cola crece más, provocando que aumente la dificultad del juego. El usuario controla la dirección de la cabeza de la serpiente (arriba, abajo, izquierda o derecha) y el cuerpo de la serpiente la sigue. Además, el jugador no puede detener el movimiento de la serpiente, mientras que el juego está en marcha.

## Desarrollo
Varios juegos Snake se originaron con el juego arcade Blockade, desarrollado por Gremlin en 1976. La primera versión conocida para microordenador, titulada Worm(Gusano), fue programada en 1978 por P. Trefonas desde Estados Unidos en los ordenadores TRS-80, y fue publicado por CLOAD magazine en el mismo año. Este fue seguido poco después por una versión del mismo autor para los ordenadores Commodore PET y Apple II. P. Trefonas escribió por primera vez una versión de Hustle para microordenadores en 1979, publicada posteriormente por CLOAD magazine. Esta fue luego desarrollada por Milton Bradley para los TI-99/4A en 1980.
Algunas versiones mejor conocidas incluyen el ejemplo de Neopets, que es conocido como "Meerca Chase". Su versión revisada es conocida como "Meerca Chase II". durante un tiempo se incluyó en MS-DOS una variante popular denominada Nibbles.
En TimeSplitters 2 se incluyó, como juego oculto, una variante del snake controlado por un joystick analógico denominada Anaconda.
La versión incluida en el Nokia N70 y otros modelos posteriores de los móviles Nokia es una versión 3D, con metas por niveles. La versión de los Nokia también tiene una serpiente.

## Variantes por plataforma
Plataformas Móviles:
- Windows Phone
  - TileSnake  - Snake para Windows Phone que presenta el mismo concepto de siempre, pero con una nueva interfaz y look moderno.
- Amazon
  - Snake The Original - Snake para Android con gráficos parecidos a los de Nokia
- Android
  - GeoSnake - Snake para Android que incluye la versión clásica además de nuevas funciones utilizando distintos mapas geográficos.
  - Snake The Original - Snake para Android con gráficos parecidos a los de Nokia
- iPhone/iPod touch
  - Snake The Original Snake Snake con gráficos parecidos a los de nokia - iPhone/iPad/iPod
  - TiltSnake en el iPhone e iPod Touch. Usa el acelerómetro.
  - Mobile Snake - Snake clásico para iPhone e iPod touch.
  - Snaked - para el iPhone e iPod Touch por Broken Thumbs Apps.
  - Star Snake - iPhone e iPod touch.
  - Snake for iOS 7 - para iPhone e iPod Touch por App Theme Park.
- Otras plataformas móviles
  - Nokia Snake 1 - El primer snake original recreado por el creador original para los nokia s60.
  - SpaceBall - teléfonos móviles marca LG.
  - Arcade Classics (incluye Snake) para Zunes 4, 8, 16, 30, 80, y 120.

Consolas:
- PSP
  - Snake - como un juego homebrew TIFF en la PlayStation Portable de Sony
- PlayStation 3
  - Snakeball - PlayStation 3
- Wii
  - Snakers - juego explorador (4 jugadores en la Wii).
  - Snake en el Homebrew de Wii.
- Nintendo DS
  - Worm - Nintendo DS Linux.
- Xbox 360
  - Snake360 - versión para Xbox 360 con muchas capacidades añadidas.

PC y otras plataformas:
- Multiplataforma
  - Need for Snake - Juego de la serpiente en línea en JavaScript.
  - Ophidia - Viedojuego avanzado snake de JavaScript con enemigos, obstáculos, y disparos.
  - Nibbler - versión arcade.
  - Serpent 3D - 'Comilón' en primera persona (openGL | GLUT).
  - GL Snake - Variante tridimensional bastante realista del juego de la serpiente (openGL | GLUT).
  - Snake game una versión flash controlada por ratón.
  - Snake - otra versión flash por Paul Neave.
  - Snake - otra versión flash por bravo-games.com
- Windows/MS-DOS
  - Nibbles - MS-DOS (QBasic) algunas versiones para SUSE Linux.
  - Plasmaworm - Microsoft Windows
  - Rattler Race - Microsoft Windows
  - Sneech - Juego original para Commodore Amiga por Paul Burkey, 1995. Ahora para iPhone, Mac OS X, y Microsoft Windows.
  - Snakeworlds (3D snake game) para Microsoft Windows.
  - AxySnake - versión 3D para Microsoft Windows por AxySoft.
- Linux
  - Snake Race (ksnake) - Para distribuciones de Linux.
  - KDE-Snake - Un sencillo juego para KDE del snake escrito en Python (para Linux).
- Mac OS
  - SnakeTIX - Apple Macintosh (para el Mac OS clásico).
- Otras plataformas
  - Videojuegos Worm y Hustle, publicados por CLOAD, en 1978 y 1979.[3]
  - CGA-Snake - Versión de finales de los ochenta del Snake usando la tecnología Color Graphics Adapter.
  - Hustle - juego arcade, TI-99/4A.
  - HYPER-WURM - TRS-80
  - Light Cycle - Tron (juego ficticio) y su implementación arcade de Tron.
  - Several juegos del ZX Spectrum, de los cuales Laser Snaker es un ejemplo
  - Snafu - Mattel Intellivision.
  - Snake - BBC Micro
  - Snake - MSX
  - Snake - Para calculadoras gráficas Texas Instruments TI-83 y TI-84.
  - SnakeII] - Para calculadoras gráficas Texas Instruments TI-89, TI-89 Titanium, TI-89 Silver Edition, TI-92 Plus, Voyage 200.
  - Snaky - VMU (MFE - Dreamfiles).
  - Tape Worm - Atari 2600
  - Worm of Bemer - Atari 8-bit, VIC-20, Commodore 64, TI-99/4A, y IBM PC/PCjr.[5]
  - Worms - Commodore VIC-20.
  - Schnarr Snake un juego desarrollado por el Schnarr Team.